# Thập niên 860
Thập niên 860 hay thập kỷ 860 chỉ đến những năm từ 860 đến 869.